# K-Theorie
Das mathematische Teilgebiet der  K-Theorie beschäftigt sich mit dem Studium von Vektorbündeln auf topologischen Räumen (topologische K-Theorie) oder von Ringen bzw. Schemata (algebraische K-Theorie).
Der Name K-Theorie wurde von Alexander Grothendieck kreiert; das K steht für „Klasse“ in einem sehr allgemeinen Sinn.

## Geschichte
Um seine Arbeiten zum Satz von Riemann-Roch zu verallgemeinern, entwickelte Grothendieck einen neuen Funktor {\displaystyle K(X)} auf der Kategorie der glatten algebraischen Varietäten {\displaystyle X}. Die Elemente von {\displaystyle K(X)} waren Klassen algebraischer Vektorbündel über {\displaystyle X}. Diese Theorie hatte analoge Eigenschaften zu klassischen Kohomologietheorien. Charakteristische Klassen, insbesondere der Chern-Charakter, definieren Morphismen von {\displaystyle K(X)} in Kohomologietheorien.
Unmittelbar nach Grothendieck betrachteten Atiyah und Hirzebruch eine analoge Konstruktion für beliebige kompakte Räume {\displaystyle X}, die topologische K-Theorie {\displaystyle K^{top}(X)}, heute meist als {\displaystyle K(X)} bezeichnet. Diese topologische K-Theorie ist einfacher zu berechnen als Grothendiecks K-Gruppen, zum Beispiel gibt der Chern-Charakter einen Isomorphismus {\displaystyle K^{top}(X)\otimes \mathbb {Q} \simeq H^{*}(X;\mathbb {Q} )} und man hat Bott-Periodizität.
Topologische K-Theorie hat Kohomologie-Operationen, die mittels äußerer Produkte von Vektorbündeln definiert werden (sogenannte Adams-Operationen) und damit eine geometrischere Natur haben als die Steenrod-Operationen in singulärer Kohomologie. Diese Operationen hatten in den 60er Jahren spektakuläre Anwendungen. Zum Beispiel berechnete Frank Adams mit ihrer Hilfe die maximale Anzahl linear unabhängiger Vektorfelder auf Sphären beliebiger Dimension. Andere Anwendungen ergaben sich in globaler Analysis (einer der Beweise des Atiyah-Singer-Indexsatzes benutzte topologische K-Theorie) und der Theorie der C*-Algebren.
Die Verallgemeinerung der topologischen K-Theorie in der nichtkommutativen Geometrie führte zur K-Theorie von Banachalgebren.
Die algebraischen K-Gruppen {\displaystyle K_{1}} wurden von Bass definiert, sie hatten Anwendungen bei Lösungen des "congruence subgroup problem" und beim s-Kobordismus-Satz.
Als Nächstes gab Milnor eine Definition der algebraischen K-Gruppen {\displaystyle K_{2}}. Ihre Berechnung für Körper (Satz von Matsumoto) war die Grundlage für Anwendungen von {\displaystyle K_{2}} in Algebra und Zahlentheorie, in Zusammenhang mit der Brauer-Gruppe und Galois-Kohomologie.
Es gab dann verschiedene Ansätze zur Definition höherer K-Gruppen. Die heute allgemein verwandte Definition wurde 1974 von Daniel Quillen auf dem Internationalen Mathematiker-Kongress vorgeschlagen.

## TopologischeK-Theorie
Es sei {\displaystyle X} ein fester kompakter Hausdorffraum. Dann ist {\displaystyle K(X)} der Quotient der freien abelschen Gruppe auf den Isomorphieklassen von komplexen Vektorbündeln über {\displaystyle X} nach der Untergruppe, die von Elementen der Form
{\displaystyle [E\oplus F]-[E]-[F]}
für Vektorbündel {\displaystyle E,F} erzeugt wird. Diese Konstruktion, die der Konstruktion der ganzen Zahlen aus den natürlichen Zahlen nachempfunden ist, heißt Grothendieck-Gruppe (nach Alexander Grothendieck).
Zwei Vektorbündel {\displaystyle E} und {\displaystyle F} auf {\displaystyle X} definieren genau dann dasselbe Element in {\displaystyle K(X)}, wenn sie stabil äquivalent sind, d. h. wenn es ein triviales Vektorbündel {\displaystyle G} gibt, so dass
{\displaystyle E\oplus G\cong F\oplus G}
Mit dem Tensorprodukt von Vektorbündeln wird {\displaystyle K(X)} zu einem kommutativen Ring mit Einselement.
Der Begriff des Ranges eines Vektorbündels überträgt sich auf Elemente der {\displaystyle K}-Theorie. Die reduzierte K-Theorie {\displaystyle {\tilde {K}}(X)} ist die Untergruppe der Elemente von Rang 0. Weiter führt man die Bezeichnung {\displaystyle {\tilde {K}}^{n}(X)={\tilde {K}}(S^{n}X)} ein; dabei bezeichnet {\displaystyle S} die reduzierte Einhängung.
K ist ein kontravarianter Funktor auf der Kategorie der kompakten Hausdorffräume. Er erfüllt Bott-Periodizität mit Periode 2.
Wenn man die analogen Konstruktionen mit reellen Vektorbündeln durchführt, erhält man die Reelle K-Theorie {\displaystyle KO(X)}. Für diese gilt Bott-Periodizität mit Periode {\displaystyle 8}, d. h. {\displaystyle {\tilde {K}}O^{n+8}(X)={\tilde {K}}O^{n}(X)}.

## AlgebraischeK-Theorie
Sei {\displaystyle R} ein unitärer Ring, {\displaystyle \textstyle GL(R)=\bigcup _{n\geq 0}GL(n,R)} die Gruppe der invertierbaren Matrizen über {\displaystyle R} und {\displaystyle BGL(R)} der klassifizierende Raum von {\displaystyle GL(R)}, das heißt ein asphärischer Raum mit Fundamentalgruppe {\displaystyle GL(R)}. Weil die Gruppe der Elementarmatrizen {\displaystyle E(R)=\left[GL(R),GL(R)\right]} perfekt und ein Normalteiler ist, kann man die Plus-Konstruktion anwenden. Die algebraische K-Theorie des Ringes {\displaystyle R} ist definiert als
{\displaystyle K_{i}(R):=\pi _{i}(BGL^{+}(R))}
für {\displaystyle i\geq 1}.
Eine (für {\displaystyle i>2} nicht zur oben definierten isomorphe) Variante der algebraischen K-Theorie ist Milnors K-Theorie. Ihr Zusammenhang mit etaler Kohomologie ist Gegenstand der Milnorvermutung, für deren Beweis Wladimir Wojewodski auf dem internationalen Mathematikerkongress 2002 die Fieldsmedaille verliehen wurde. Der Beweis basiert auf der von Wojewodski entwickelten Homotopietheorie algebraischer Varietäten und der von Beilinson und Lichtenbaum entworfenen motivischen Kohomologie.
Die umfassendste Definition einer algebraischen {\displaystyle K}-Theorie wurde von D. Quillen angegeben und benutzt die Q-Konstruktion.

## K-Theorie für Banachalgebren
Die topologische K-Theorie lässt sich auf allgemeine Banachalgebren ausdehnen, wobei die C*-Algebren eine wichtige Rolle spielen. Die topologische K-Theorie kompakter Räume {\displaystyle X} kann als K-Theorie der Banachalgebren {\displaystyle C(X)} der stetigen Funktionen {\displaystyle X\rightarrow \mathbb {C} } umformuliert und dann auf beliebige Banachalgebren übertragen werden, sogar auf das Einselement der Algebren kann man verzichten. Da die Zuordnung {\displaystyle X\mapsto C(X)} ein kontravianter Funktor von der Kategorie der kompakten Hausdorffräume in die Kategorie der Banachalgebren ist und da die topologische K-Theorie ebenfalls kontravariant ist, erhalten wir insgesamt einen kovarianten Funktor von der Kategorie der Banachalgebren in die Kategorie der abelschen Gruppen.
Da hier auch nicht-kommutative Algebren auftreten können, spricht man von nicht-kommutativer Topologie. Die K-Theorie ist ein wichtiger Untersuchungsgegenstand in der Theorie der C*-Algebren.